# کیاکویو
کیاکویو (به اسپانیایی: Quillacollo) یک منطقهٔ مسکونی در بولیوی است که در Quillacollo Municipality واقع شده‌است. کیاکویو ۵۶۶ کیلومتر مربع مساحت و ۱۱۷٬۸۵۹ نفر جمعیت دارد و ۲٬۴۲۵ متر بالاتر از سطح دریا واقع شده‌است.